# Bubble Pond Bridge
Le Bubble Pond Bridge est un pont en arc américain sur l'île des Monts Déserts, dans le comté de Hancock, dans le Maine. Construit en 1928, il est protégé au sein du parc national d'Acadia. C'est en outre une propriété contributrice au district historique dit « Carriage Paths, Bridges and Gatehouses », lequel est inscrit au Registre national des lieux historiques depuis le 14 novembre 1979.